# Wilhelmus Franciscus Paulinus Boshouwers

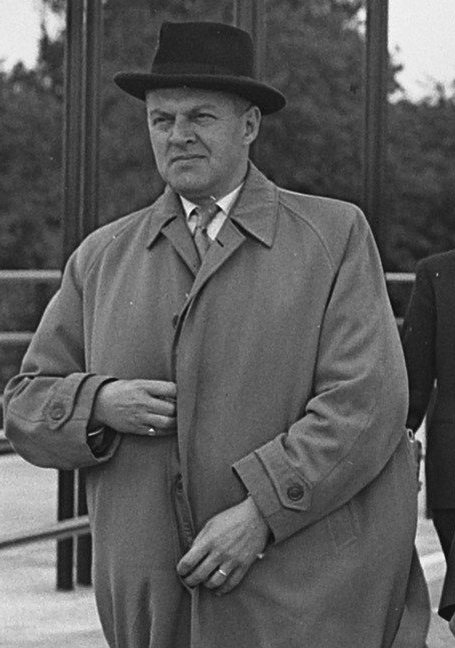
Gedeputeerde W.F.P. Boshouwers (1955)

Wilhelmus Franciscus Paulinus Boshouwers (Boxtel, 22 juni 1900 – Nijmegen, 25 februari 1972) was een Nederlands politicus van de RKSP en later de KVP.
Hij werd geboren als zoon van Joseph Boshouwers (1873-1951) en Anna Maria Elisabeth van de Meerendonk (1878-1952). In 1939 kwam hij voor de RKSP in de gemeenteraad van Arnhem. Begin jaren 40 was hij in Didam docent bij de R.K. Middelbare Land- en Tuinbouwschool van de ABTB (Aartsdiocesane R.K. Boeren- en Tuindersbond). In 1946 kwam Boshouwers voor de KVP in de Provinciale Staten van Gelderland en werd daar toen ook lid van de Gedeputeerde Staten. Hij zou zestien jaar (vier termijnen) gedeputeerde blijven. Daarna was hij vanaf 1962 nog enige tijd waarnemend burgemeester van Didam. Boshouwers is in 1957 afgestudeerd in de Politieke en Sociale Wetenschappen aan de Katholieke Universiteit Nijmegen. Hij overleed in 1972 op 71-jarige leeftijd.